# Помпонія Грецина
Помпонія Грецина (лат. Pomponia Grecina; ? — 83) — знатна римська матрона, яка належала до династії Юліїв-Клавдіїв,[⇨] дружина полководця Авла Плавція, який очолював кампанію завоювання Британії. Помпонія Грецина увійшла в історію як особа, що наважилися публічно оплакувати смерть родички, вбитої імператорською сім'єю. Є припущення, що вона була християнкою. 

## Походження
Точних відомостей про походження Помпонії немає. Імовірно, її батько Публій Помпоній Грецин був консулом-суффектом у 16 н. е. і покровителем поета Овідія, а матір Азінія була дочкою Віпсанії Агріпіни від її другого шлюбу з Гаєм Асінієм Галлом, онукою Марка Віпсанія Агріппи та правнучкою Тита Помпонія Аттіка, і, таким чином, Помпонія Грецина була пов'язана з імператорською сім'єю Юліїв-Клавдіїв.
Ще одним відомим предком з боку матері був історик і сенатор Гай Азіній Полліон, що обіймав посаду консула у 40 році до н. е.

## Життєпис
Помпонія вийшла заміж за сенатора і полководця Авла Плавція (пом. перед 65 н. е.). Молодший Авл Плавцій, імовірно, син Помпонії, був убитий імператором Нероном.
У 43 н. е. родичка Помпонії Юлія, дочка її дядька Друза Юлія Цезаря, за наказом імператора Клавдія, була страчена на прохання імператриці Валерії Мессаліни. Наступні сорок років Помпонія провела у відкритому траурі, кидаючи тим самим виклик імператорській сім'ї. Напевно, уникнути покарання за це їй вдалося завдяки власному знатному походженню та бездоганній військовій репутації чоловіка.
Тацит описує життя Помпонії як довге і сумне. У 57 н. е. Помпонію було звинувачено у сповідуванні «superstitionis externae rea» (перекладається як «зовнішні забобони» або «іноземне марновірство»). Оскільки термін «Surstitio» використовувався з часів Нерона для позначення християнства, деякі дослідники приходять до висновку, що Помпонія була християнкою. Якщо це було дійсно так, вона є першою християнкою зі знатного роду, чиє ім'я нам відоме. Оскільки жінки в Стародавньому Римі перебували під юрисдикцією свого pater familia, справа була передана її чоловікові. Авл Плавцій виправдав її.
Помпонія Грецина померла в 83 н. е.
Написи в катакомбах святого Калліста в Римі свідчать про те, що пізніші члени родини Помпонії дійсно були християнами. Археолог Баттіста де Россі суперечливо ототожнює її зі святою Люциною і припускає, що Люцина було ім'ям при хрещенні Помпонії. Римо-католицька церква вшановує Святу Люцину 30 червня.

## У художніх творах
- Помпонія Греціна та її чоловік Авл Плавцій прийомні батьки християнки Лівії, героїні історичного роману Генріка Сенкевича 1895 року «Quo Vadis».

- Помпонія героїня роману Саймона Скарроу «Заволодіння орла» (англ. The Eagle's Conquest).

- Поема Джованні Пасколі «Помпонія Грецина» [7] принесла автору золоту медаль на Certamen Hoeufftianum у 1910 році.

- Помпонія також з'являється в серіалі Девіда Вішарта « Сімейні зобов'язання».